# Helioceratops
Helioceratops é um gênero de dinossauro que viveu no período Cretáceo da China. Seus fósseis foram encontrados na Formação Quantou, na província de Jilin. Embora muito pouco material fóssil tenha sido encontrado, Helioceratops foi identificado como uma forma basal (ou primitiva) de dinossauro ceratopsiano. Isso significa que é improvável que Helioceratops tivesse os chifres dos grandes ceratopsianos quadrúpedes que a maioria das pessoas conhece. Embora primitivo, Helioceratops parece ter uma anatomia corporal que sobreviveria até o final do Cretáceo, vista em outros gêneros ceratopsianos, como em Leptoceratops e Montanoceratops.